# Tapira (Minas Gerais)
Tapira es un municipio brasileño del estado de Minas Gerais. Se localiza a una latitud 19º55'20" sur y a una longitud 46º49'23" oeste, estando a una altitud de 1091 metros. Su población estimada en 2004 era de 3.509 habitantes.
Posee un área de 1183,74 km².